# Gunuara
Gunuara (em latim: Gunuara ou Gunwara; em nórdico antigo: Gunnur), conhecida como a Bela, foi uma nobre danesa do século I, filha e irmã dos reis Fridlevo I e Frodo III.

## Vida
Gunuara era filha e irmã dos reis Fridlevo I e Frodo III. Por sua beleza incomparável recebeu o título de "a Bela". Grepo, filho de Vestmaro, tentou se relacionar com ela, mas suas pretensões estavam fora de alcance. Para garantir que ficaria segura longe dele, trancou-se num edifício fortificado e colocou 30 homens vigiando a entrada. Tinha grande número de pretendentes, e de modo a se vingar por ter sido rejeitado, Grepo convenceu Frodo a permitir-lhe que os avaliasse. Fingindo convidá-los para um banquete, reuniu todos e depois os decepou, e cujas cabeças foram colocadas no alojamento de Gunuara.
Depois, quando os noruegueses Érico, o Eloquente e seu meio-irmão Rolero chegaram no palácio de Frodo, os servos reais colocaram uma pele escorregadia na entrada e Érico quase caiu, sendo segurado pelo irmão. Gunuara, que estava presente, declarou que um rei não deveria poder fazer tais truques, enquanto Frodo criticou-o pela insensatez de não procurar por armadilhas. Mais adiante durante a recepção, Gunuara foi instruída a oferecer uma bebida numa tigela grande para Érico, que pegou sua mão direita junto à tigela e disse: "Sua generosidade, nobre soberano, não pretendeu isso como um presente para mim? Você não vai concordar em me deixar ter o que estou segurando como um presente permanente?" Pensando que se referia à tigela, Frodo consentiu, e Érico atraiu Gunuara para junto de si. Ao perceber, Frodo disse: "Um simplório é revelado por suas ações. Entre nós, a liberdade de uma donzela é geralmente considerada inviolável." Fingindo que cortaria a mão de Gunuara com sua espada, Érico respondeu: "Bem, se eu pudesse ter tomado mais do que você me concedeu ou se for indiscreto de mim guardar todo o artigo, deixe-me pelo menos possuir parte dela". Percebendo seu erro, o rei aceitou entregá-la a Érico.
Gotuara, esposa de Colão e mão de três filhos de nome incerto, todos mortos por ação de Érico, desafiou-o para uma disputa de discursos; ela arriscaria um colar maciço, ao passo que ele deveria apostar sua vida para receber o ouro se ganhasse e a morte se fosse derrotado. Érico concordou e a promessa foi depositada com Gunuara. Adiante, Érico casar-se-ia com Gotuara na mesma ocasião que seu irmão desposou Hanunda, a ex-esposa de Frodo de que divorciada por seu adultério com Grepo. Os casais foram à Noruega onde rei Gotaro, ciente da sorte de Érico, quis separar Gotuara e Érico para se casar com ela em substituição de sua esposa morta e casaria Érico com sua filha. Ciente disso e querendo testar a fidelidade de Gunuara, a questionou sobre o apelo de Gotaro e completou que era degradante uma moça de família real ser obrigada a dormir numa cama plebeia. Gunuara implorou-lhe pelos deuses sagrados para dizer se isso era um ardil ou seus verdadeiros pensamentos. Ao dizer que falava sério, Gunuara respondeu:
| “ | [...] Então está planejando me submeter à desgraça mais humilhante, vendo quão profundamente me amou como uma donzela e agora vai me abandonar. O relatório costuma prever o contrário dos fatos. Sua reputação popular me enganou. Pensei que tinha casado com marido leal e agora, onde esperava encontrar constância absoluta, descubro alguém mais leve que os ventos. | ” |

Érico caiu em prantos, e segurando-a, disse:
| “ | [...] Eu queria saber a medida de sua devoção; só a morte tem o direito de nos separar. Mas Gotaro está planejando sequestrá-la e ganhar seu amor por roubo. Quando conseguir isso, finja que foi o que você desejou, mas adie o casamento até que me dê sua filha em seu lugar. Uma vez que isso tenha sido alcançado, Gotaro e eu celebraremos nossos casamentos no mesmo dia. Caso você talvez deva desprezar o rei com olhar bastante morno, tendo-me diante de seus olhos, nossos salões de banquetes devem estar separados, embora tenha certeza de que compartilham uma parede divisória comum. Este será um dispositivo mais eficaz para frustrar as intenções do seu sequestrador. | ” |

O casal se encontrou com Gotaro e Érico fingiu consentir com a ideia, enquanto disse que deveriam ouvir os sentimentos e opinião de Gunuara. Ela fingiu estar satisfeita com as lisonjas do rei e pareceu consentir prontamente sua candidatura, implorando-lhe apenas que permitisse que o casamento de Érico precedesse o dela; se fosse permitido que isso acontecesse primeiro, o do rei seguiria mais apropriadamente, especialmente porque, quando entrasse no novo contrato, não se sentiria tão escrupulosa ao lembrar de seu antigo contrato. Além disso, afirmou que não havia sentido em misturar dois conjuntos de preparações juntos numa cerimônia. Gotaro consentiu e eles se dirigiram a seu palácio, onde a cerimônia já estava sendo preparada. Gunuara sentou-se ao lado do rei, enquanto Érico ficou do outro lado sentado entre Craca, sua madrasta que na ocasião fingiu ser meia-irmã de Gunuara, e sua pretendente Aluilda. Depois da festa, Gotaro foi em direção a Érico, e Gunuara, seguindo instruções, atravessou a passagem na parede onde a ripa havia sido retirada e se sentou ao lado de Érico. Gotaro ficou surpreso ao vê-la sentada ao lado dele e perguntou com algum interesse como e por que havia ido até lá. Ela respondeu que era a irmã de Gunuara e que o rei foi enganado por sua semelhança.
Desconfiado, voltou rapidamente à sala real de banquetes para onde Gunuara havia retornado e estava sentada diante dos olhos de todos. Ao vê-la, Gotaro mal acreditou em seus olhos e, desconfiando completamente de seus poderes de reconhecimento, refez seus passos para Érico, onde encontrou-a novamente. Muitas vezes mudou de quarto e encontrou a mulher que procurava em ambos. Ao fim das celebrações, Gotaro foi a seus aposentos, enquanto Érico conseguiu levar Gunuara para os seus. Cismado e sem conseguir dormir, Gotaro enviou dois espiões para o quarto de Érico com ordens para ouvir tudo que se passava ali, bem como para matá-lo caso encontrassem-o com Gunuara. Ao avistarem que estavam dormindo juntos, esperaram ele dormir mais profundamente antes de agir e tão logo acharam possível, atacaram-o com suas lâminas em punho. Érico acordou a tempo e, usando um encantamento de sua madrasta Craca, protegeu-se do ataque e matou um dos assassinos, enquanto Gunuara, com mesmo vigor, atravessou uma lança no segundo. Ainda durante a noite, o casal fugiu à Dinamarca. Gunuara não é mais citada nos Feitos dos Danos depois disso.